# جوزيف هوروويتز
جوزيف هوروويتز (بالإنجليزية: Joseph Horowitz)‏ هو مؤرخ وصحفي أمريكي، ولد في 1948 في نيويورك في الولايات المتحدة.

## وصلات خارجية
- جوزيف هوروويتز على موقع ميوزك برينز (الإنجليزية)
- جوزيف هوروويتز على موقع ديسكوغز (الإنجليزية)